# آنتونیوس و کلئوپاترا (فیلم ۱۹۷۲)
«آنتونیوس و کلئوپاترا» (انگلیسی: Antony and Cleopatra) فیلمی در ژانر درام به کارگردانی چارلتون هستون بر اساس اقتباسی از نمایشنامه‌ای به همین نام از ویلیام شکسپیر است که در سال ۱۹۷۲ منتشر شد.

## بازیگران
- چارلتون هستون
- اریک پرتر
- جان کستل
- فرناندو ری
- فردی جونز
- جولیان گلاور
- پیتر آرن
- وارن کلارک
- جان هَـلَم
- لوئیس باربو